# 自由利用マーク

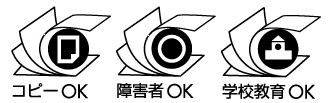
自由利用マーク

自由利用マーク（じゆうりようマーク）は、著作者が自分の著作物を、ある一定の条件下で他人による自由な利用を認める場合に、その意思を表示するための、日本の文化庁が制定するマーク。
2013年（平成25年）以降、マークの積極的な使用が推奨されていない。代わりに文化庁からはクリエイティブ・コモンズマーク（CCマーク）の使用が推奨されている。

## 歴史
2003年（平成15年）2月に日本独自のライセンスとして策定された。しかし、対象範囲・許諾範囲が狭く、「提供者のメリットがわかりにくい」「提供者の意志が的確に表現できない」「地方公共団体が使いづらい」などの理由により、あまり普及しなかった。
そのため文化庁は2007年（平成19年）から2010年（平成22年）にかけて、これらの問題点を改善し、時代に対応させた「CLIPシステム」というライセンスの構想を練っていたが、その間に民間のクリエイティブ・コモンズ・ライセンス（CCライセンス）が国際的に普及したため、文化庁が独自にライセンスの規定を行う必要性が低いと判断された。
2013年（平成25年）3月、文化庁は独自ライセンスの断念と、クリエイティブ・コモンズの支援を公式に表明した。

## 種類
次の三つが規定されている。各マークには使用期限を付す事も可能である。
「プリントアウト・コピー・無料配布」OKマーク
著作物について、そのまま「プリントアウト」「コピー」「無料配布」を認めるもの。営利目的での利用も、無料配布であれば認められる。
「障害者のための非営利目的利用」OKマーク
著作物を障害者が使うことを目的とする場合に限り、コピー、配布など、あらゆる非営利目的の利用を認めるもの。変更や翻訳なども認められる。
「学校教育のための非営利目的利用」OKマーク
著作物を学校の様々な活動で使うことを目的とする場合に限り、コピー、配布など、あらゆる非営利目的の利用を認めるもの。変更や翻訳なども認められる。
上記のマークで認められたもの以外の行為は、著作権者がその権利を専有したままであるため、著作権法で規定されている著作権の制限に該当する場合を除き、認められない。
例えば、公衆送信の許諾は自由利用マークの対象とはなっていない。この点については、インターネットにおける公衆送信は、有体物を前提とした配布と異なり広がり方が著しいため、公衆送信に関して法的な問題が起きた場合の対処が著しく困難であるにもかかわらず、事実上マークの撤回が不可能という問題意識に基づくものであり、公衆送信を自由利用マークの対象にするのは、ある程度マークの利用が定着してからのほうが妥当という政策判断に基づいている。